# 羅沃克河
羅沃克河（烏克蘭語：Ровок），是烏克蘭西部的河流，屬於里夫河的左支流。該河發源自馬茲尼基以東，流經赫梅利尼茨基州和文尼察州，河道全長33公里，流域面積298平方公里。